# География Венгрии
География Венгрии — краткий географический очерк о современном государстве Венгрия (ранее Венгерская республика), расположенного в Центральной Европе, на Среднедунайской равнине.
Общая площадь Венгрии составляет 93 030 км². С севера на юг протяжённость составляет 268 километров, с востока на запад — 528 километров.
Общая протяжённость границы — 2 009 километров. Венгрия на севере граничит со Словакией (протяженность границ — 515 километров), на юго-востоке — с Румынией (443 километра), на северо-востоке — Украиной (103 километра), на юге — с Сербией (151 километр), на юго-западе — Хорватией (329 километров), на западе — со Словенией (102 километра) и на севере-западе — Австрией (366 километров).

## Границы

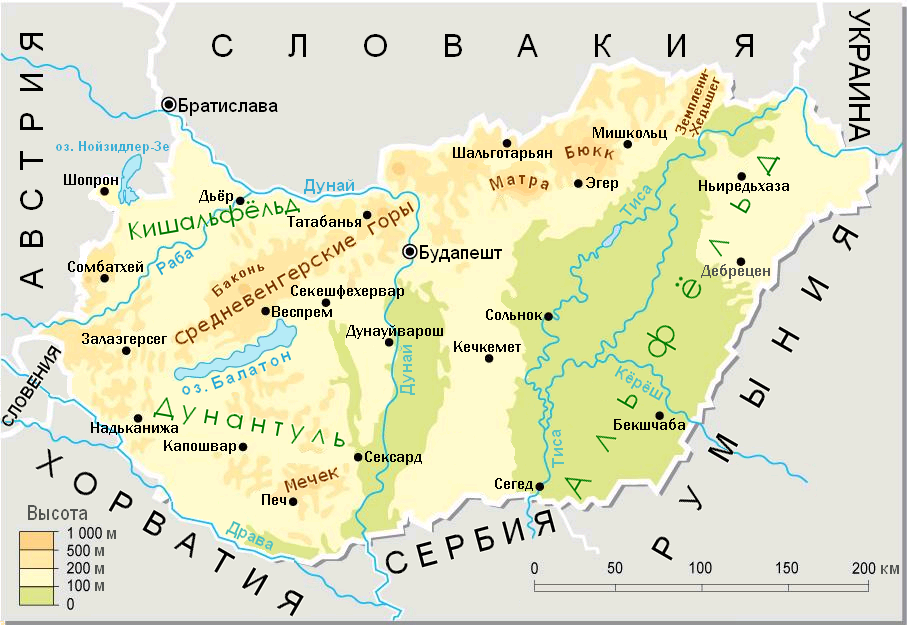
Физическая карта Венгрии

Границы Венгерской республики были установлены после распада Венгерского королевства Австро-Венгерской империи. По условиям Трианонского договора, в 1920 году, королевство теряло две трети своей территории. В 1938 году по решению Первого Венского арбитража Венгерское государство вернуло территорию Южной Словакии. В 1939 году Венгрия оккупировала Карпатскую Украину Чехословацкой республики. В 1940 году Венгрии удалось возвратить большую часть Северной Трансильвании. После Венгрия оккупировала регионы Бачка и Меджимурье во время вторжения в Югославию. Однако Венгрия снова потеряла эти территории после поражения во Второй мировой войне.

## Рельеф
Самая высокая точка — гора Кекеш высотой 1 014 метров.
Территория Венгрии имеет преимущественно равнинный рельеф, потому как её большая часть расположена на Среднедунайской равнине (Венгерской низменности); с севера, востока и частью юга ее окаймляют Карпатские горы.
Западная часть равнины (Дунантуль) расчленена многочисленными холмами, высотой до 300 м, восточная (Альфёльд) — имеет плоский низменный рельеф. Северо-запад страны занимает низменность Кишальфёльд, ограниченная на западе предгорьями Альп, высотой 500—800 м. К северу от Балатона протягиваются Средневенгерские горы с платообразными массивами высотой 400—700 м (Баконь). В южной части Дунантуля возвышаются глыбовые горы Мечек высотой до 682 м (гора Зенгё). На севере Венгрии лежат отроги Западных Карпат высотой до 1000 м. Они расчленены широкими долинами рек и представляют собой обособленные вулканические массивы и известняковые плато (Матра, Бюкк, Земплени-Хедьшег…). В горах на границе со Словакией находится одна из крупнейших карстовых пещер Европы Агтелек с подземными реками и озёрами.

## Полезные ископаемые

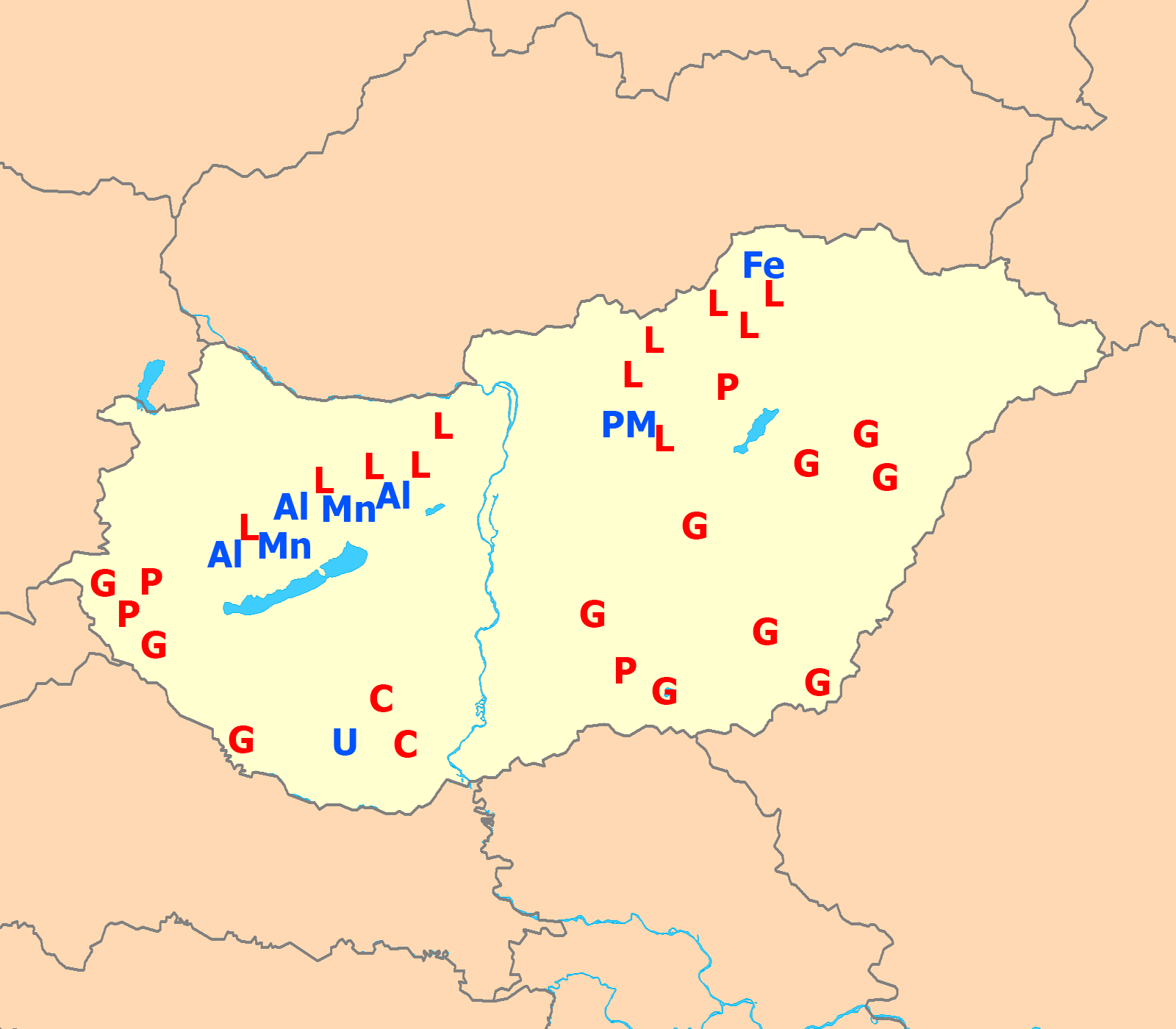
Полезные ископаемые Венгрии. Металлы: Al — алюминий, Mn — марганец, Fe — железо, U — уран, PM — полиметаллические руды. Горючие полезные ископаемые: C — каменный уголь, L — бурый уголь (лигнит), P — нефть, G — природный газ.

Из полезных ископаемых в Венгрии добывают бокситы, бурый уголь, нефть, газ, железные, марганцевые, медные, свинцово-цинковые руды, минеральные и термальные воды.

## Климат
Климат в Венгрии — умеренно континентальный.
Положение страны в окружении гор обусловило её континентальный тип климата с мягкой зимой и жарким летом. Осадков в год — от 450 мм на востоке до 900 мм в горах.

## Внутренние воды
Все реки Венгрии принадлежат бассейну Дуная. Сам Дунай пересекает страну с севера на юг на протяжении 410 км, разделяя страну на две части. Также Дунай протекает через столицу страны — Будапешт, тоже разделяя его надвое.
Вдоль берегов реки Тисы, протекающей на востоке и юге Венгрии (длина — 966 км), находится самая низкая точка Венгрии — 77,6 метров над уровнем моря. Река Раба протекает на западе Венгрии.
В венгерском бассейне реки Тисы в связи с большими изменениями уровня воды от сезона к сезону, а потому и частыми наводнениями, сооружено множество дамб, кроме того, в качестве регуляторов уровня воды выступают искусственно сооружённые каналы, например, Келети-Фёчаторна (в переводе с венгерского: «Главный восточный канал»), введённый в действие в 1956 году и используемый для плавания судов и орошения земель.
Венгрия имеет три крупных озера:
- Крупнейшее пресноводное озеро Центральной Европы — Балатон, которое является важным международным туристическим центром, его также называют венгерским морем. Длина береговой линии озера составляет 236 км. Общая площадь озера — 592 км².
- Близ его западной оконечности находится крупнейшее в Европе озеро термального происхождения — Хевиз, у которого расположен бальнеогрязевый курорт.
- Озеро Фертё, площадь которого около 315 км².

Венгрия входит в пятерку самых богатых термальными водами стран Европы.

## Почвы
Почвенный покров равнин представлен чернозёмом, на Альфёльде встречаются солончаки, в горах — бурозёмы и рендзины.

## Растительность и животный мир

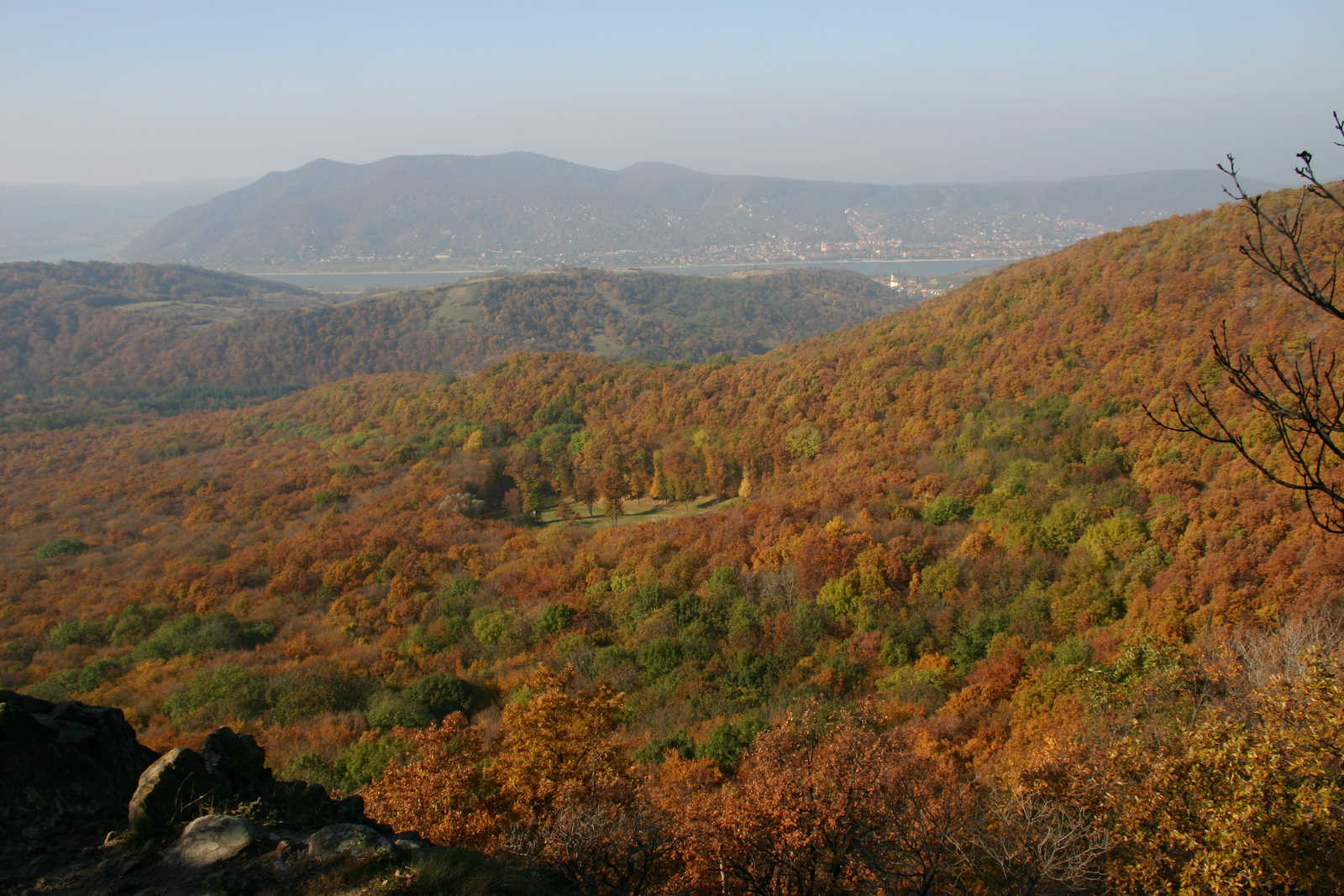
Лес в Венгрии

Растительный покров Венгрии значительно изменён человеком. На большей части территории преобладает культурная растительность — пашни, сады, виноградники. Леса сохранились в горах и занимают около 20 % территории (до высоты 800—1000 м произрастают широколиственные леса, выше встречаются елово-пихтовые).